# Avenida Saratoga (línea New Lots)
La Avenida Saratoga es una estación en la línea New Lots del metro de la ciudad de Nueva York. Localizada en la intersección de la avenida Saratoga  y la avenida Livonia en Brooklyn, y es operada por los trenes del servicio de la línea 3 (siempre excepto a media noches), y por el servicio de trenes 4 (media noches). También hay un servicio ocasional de las líneas 2, 4 y 5 durante horas picos, aunque no están mostradas en la tabla de horarios localizadas en la estación, o el mapa del metro.
Esta es una estación estadard de dos vías con plataformas laterales. Hay una salida extra en la plataforma que va hacia el sur al pasar por la tarifa de control, en la cual se usa solamente como una salida para las horas pico de las tardes. En el mezanine  hay un esmalte antiguo de color blanco y azul marino  hacia el letrero direccional que dice "To Street". Sólo hay una tarifa de control en cada plataforma.

## Conexiones de buses
- B7